# Fellenberg (Patrizierfamilie)

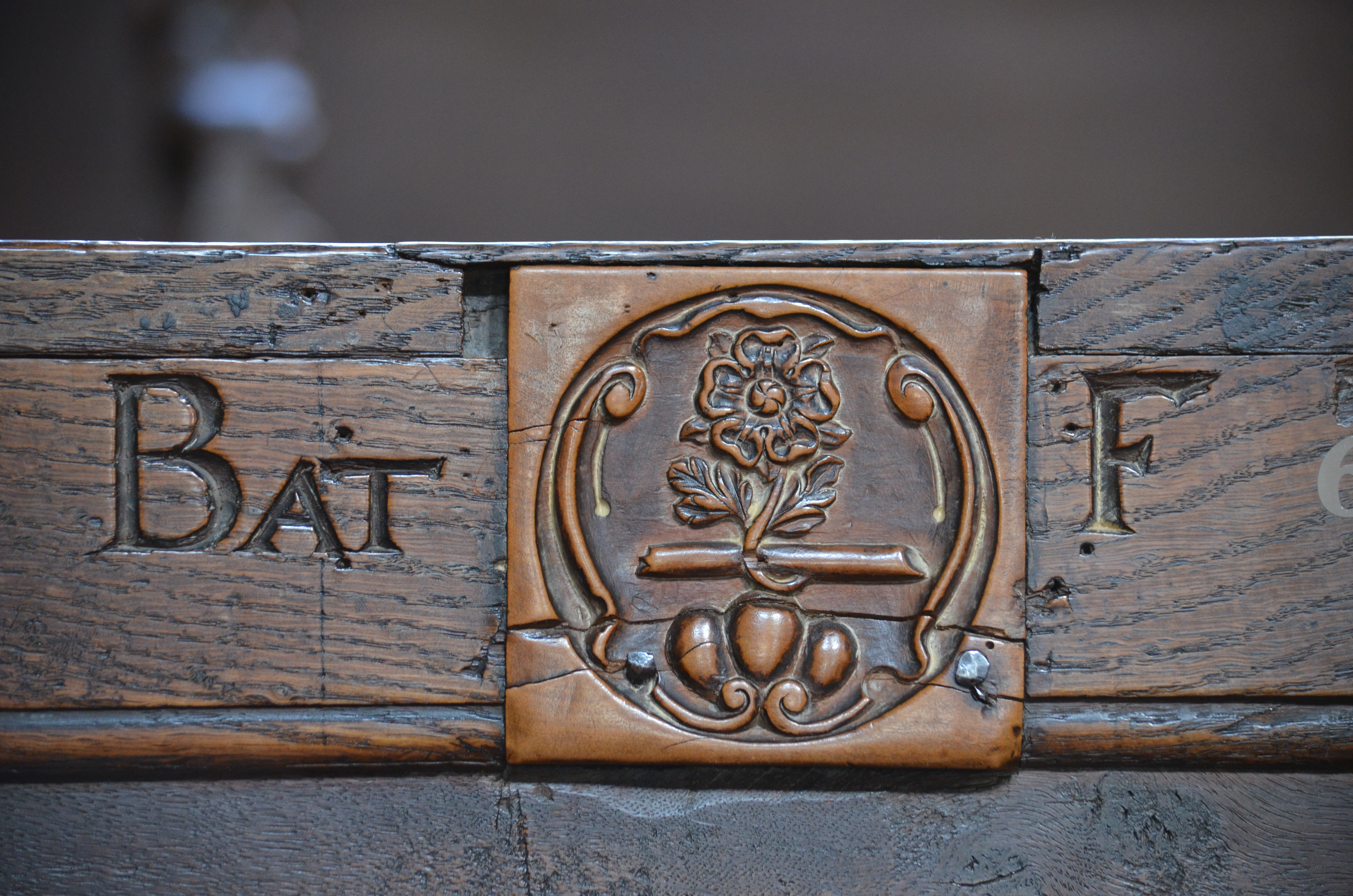
Berner Münster, Kirchenortschild Beat Fellenberg

Die Familie von Fellenberg ist eine ursprünglich aus Suhr im Aargau stammende Berner Patrizierfamilie, die seit 1553 das Burgerrecht der Stadt Bern besitzt und heute der Zunftgesellschaft zu Schmieden angehört.

## Personen
Zweig Schmieden
- Christoph Fellenberg (1614–1689), Venner
- Johann Jakob Fellenberg (1700–1776), Bauherr
- Ludwig Rudolf von Fellenberg (1809–1878), Chemiker
- Emmanuel Ludwig von Fellenberg (1811–1878), evangelischer Geistlicher
- Edmund von Fellenberg (1838–1902), Schweizer Alpenpionier und Geologe
- Gottfried von Fellenberg (1857–1924), Schweizer Komponist
- Theodor von Fellenberg (1881–1962), Chemiker
- Trudi von Fellenberg-Bitzi (* 1954), Journalistin, Autorin und Redakteurin

Zweig Mittellöwen †
- Daniel von Fellenberg (1736–1801), Schweizer Politiker und Jurist
- Philipp Emanuel von Fellenberg (1771–1844), Schweizer Pädagoge und Agronom
- Wilhelm Tell von Fellenberg (1798–1880), Schweizer Landwirt und Unternehmer